# Dolmen von Kerlagad

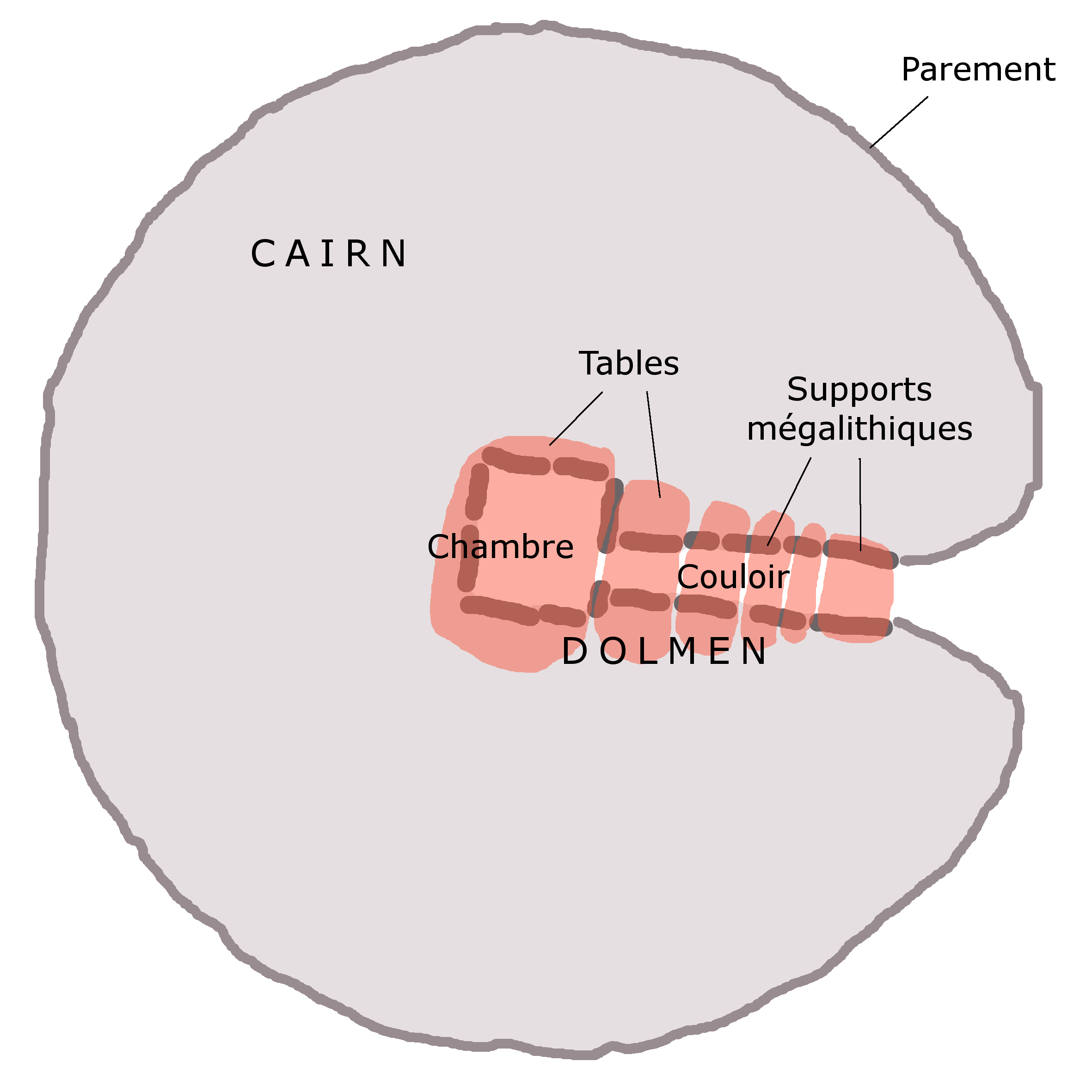
Idealtypischer „Dolmen mit Gang“ im Cairn (Hügel)

Die Reste der beiden Dolmen von Kerlagad (auch Kerlagade oder Dolmen von Mané-Roc'h/Mane-Roch genannt) liegen auf einem kleinen Hügel im Wald, südwestlich von Kerlagad, östlich des Weilers Kerguéarec, bei Carnac im Département Morbihan in der Bretagne in Frankreich. Dolmen ist in Frankreich der Oberbegriff für neolithische Megalithanlagen aller Art (siehe: Französische Nomenklatur).

## Beschreibung
Zwei Gangdolmen (französisch Dolmen a couloir) liegen sehr nah und parallel im selben Cairn. Der besser erhaltene östliche Dolmen, hat einen etwa 9,0 m langen Gang. Die etwa 3,0 m messende Kammer ist nahezu rund und besteht nur noch aus drei großen Tragsteinen und einer Mauer aus Trockenmauerwerk. Ein Stein liegt auf dem Kammerboden.

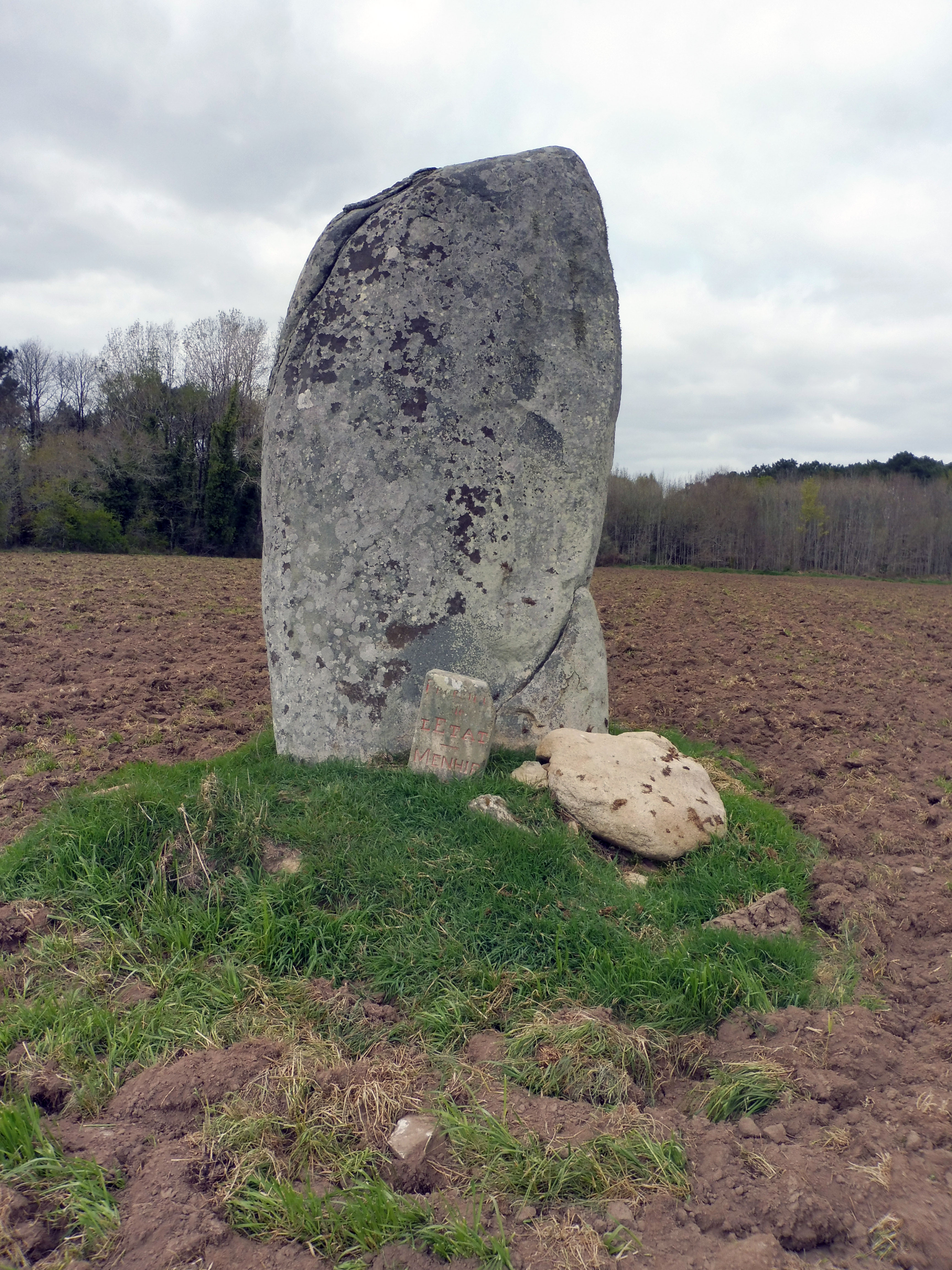
Menhir Kerlagade

Die Dolmen wurden im 19. Jahrhundert, sowie 1927 während der Restaurierung, von Zacharie Le Rouzic (1864–1939) durchsucht. Er fand unter anderem viele Perlen aus Variscit (auch Variszit).
Der Menhir Kerlagade (Kerlagat) ist ein Menhir in Carnac im französischen Département Morbihan.
Schutz
Der 1889 unter Denkmalschutz gestellte Menhir von Kerlagade hat eine Höhe von 4,4 m.